# Adolphe Morlot
Karl Adolf von Morlot, né à Naples le 22 mars 1820 et mort à Berne le 10 février 1867, est un géologue suisse.

## Biographie
Adolphe Morlot étudie la géologie et les mathématiques à Berne, Paris et Freiberg (1838-1846) et devient Inspecteur des mines au service de l’État autrichien. De 1846 à 1851, il travaille à la cartographie géologique des Alpes et mène des recherches minéralogiques sur la dolomie.
Professeur à l'Université de Lausanne (1851-1854), il découvre en 1854 dans le Léman, en compagnie de Frédéric Troyon, les stations palafittiques de Morges et se consacre alors à l'étude de la préhistoire. En 1856, il se rend avec Troyon à Copenhague, où ils visitent le Musée national danois et découvrent le système des Trois Âges de Christian Jürgensen Thomsen.
Morlot est nommé en 1865 Conservateur des collections archéologiques du canton de Berne (1865-1867).

## Publications
- Geologische Uebersichtskarte der nordöstlichen Kalkalpen mit Erläuterungen, 1847
- Geologische Karte der Umgebung von Leoben und Judenburg, 1848
- Erläuterungen zur geologischen Specialkarte von Steiermark und Illyrien, 1849
- Allgemeine Bemerkungen über die Alterumskunde, 1859